# Курманжан-датка
Курманжан Датка (кирг. Курманжан Датка) або Датка (Цариця) Курманжан Маматбай кий, також відома як «Цариця Алая» або «Королева Півдня» (1811 — 1 лютого 1907) — киргизська політична діячка та дипломатка, правителька Алайських киргизів у 1832—1876 рр. Чи не єдина жінка, що правила ісламською державою на Сході. Поетеса.

## Життєпис
Курманжан народилася в багатій родині монгушського клану біля міста Ош. У 18 років вона мусила вступити в шлюб з утричі старшим чоловіком, якого ніколи не бачила. За першої зустрічі вона не вподобала нареченого і порушила традицію — спочатку втекла до сусіднього Китаю, а потім три роки жила у будинку свого батька Мамбатбая.
У 1832 році молода життєрадіска Курманджан зачарувала місцевого феодала (бека) Алімбека, який отримав титул «Датка» (цар) і правив усіма киргизами Алаю. Тому він звільнив Курманжан від шлюбного договору і одружився з нею. За 29 років шлюбу Курманджан народила шістьох синів: Абділдабека, Оморбека, Мамітбека, Асанбека, Батірбека і Камчібека. Чоловік брав участь у частих придворних інтригах у Кокандському ханстві. У 1862 році убитий в ході одного із палацових переворотів.

## Правління («датка»)
50-річну вдову Курманжан визнали правителькою Алайського краю хани Бухари (Музаффар) та Коканд, підтвердивши її титул «Датка». Ставка Курманжан-датки перебувала в невеликому аулі Гульча.

### Політична діяльність

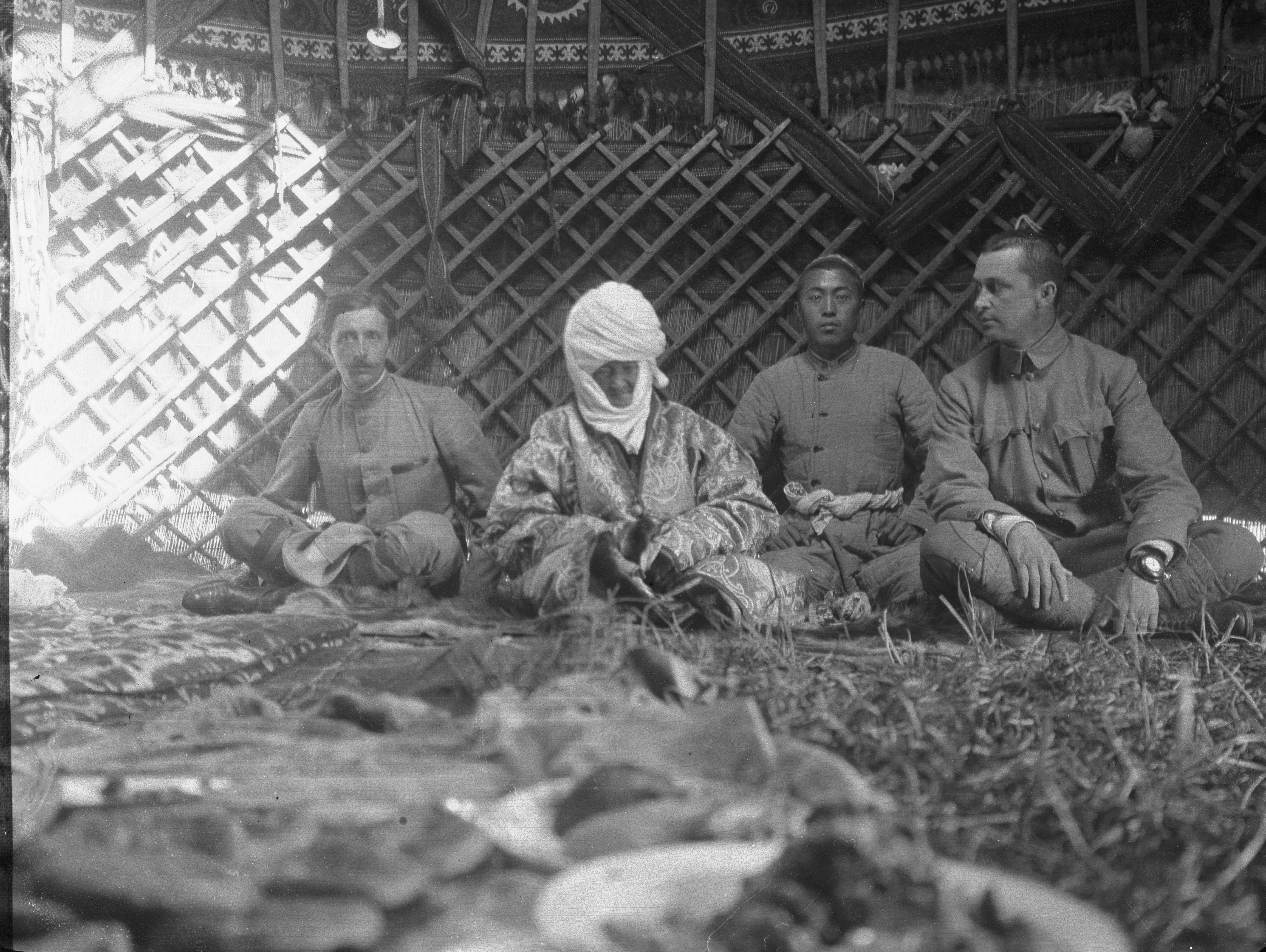
Сходознавець Поль Пеллі, Курманджан-датка, її онук та Густав Маннергейм в її юрті

За десять років одноосібного правління в Алайськой долині Курманджан-датка показала себе як видатна державна діячка, а легенди, що складалися про Датку, передавалися поколіннями і дійшли до наших днів.
Курманджан користувалася величезним авторитетом не тільки серед алайських та кашгарських киргизів. Зарубіжні мандрівники, військові і державні діячі, колоніальні чиновники неодмінно наносили візит до Курманджан-датки, якщо виявлялися на півдні Киргизстану. Люди Курманджан якось врятували від смерті двох британських емісарів, які потрапили в снігову бурю по дорозі з Індії в Бухару.
Від імператора Миколи II отримала спеціальний царський подарунок — золотий жіночий годинник із зображенням державного герба імперії з ланцюжком і брошкою, прикрашені діамантами і трояндами.
У червні — липні 1906 року її відвідав Барон Карл Густав Еміль Маннергейм (згодом Президент Фінляндії), який на той час був полковником російської армії. Маннергейм сфотографував 96-річну Курманжан-датку позуючи верхи на коні.
Особливо глибоке враження «Алайська цариця» справляла на європейців. Статті про легендарну Курманджан-датку, в тому числі і прижиттєві, публікувалися в російських, французьких, німецьких, польських і багатьох інших європейських виданнях.

### Російська експансія
У 1876 році російські війська вторглися на територію Кокандського ханства і захопили його. При цьому південнокиргзські райони, зокрема, Алай, залишалися нескореними. Курманджан-датка, як і шестеро її синів, негативно поставилася до появи в Алайському регіоні військ «білого царя». Вони очолили боротьбу алайських киргизів проти російських військ.
Шість синів датки засіли в гірських районах південної Киргизстану і почали боротьбу проти російських частин, які увійшли на територію Паміро-Алая. Півтори тисячі джигітів, ведених синами Курманджан-датки, зайняли позиції у важкодоступній високогірній місцевості Жанирик за 25 верств від Гульчій. 25 квітня 1876 року стався перший масштабний бій киргизів з російськими військами, що тривав цілий день. Зазнавши значних втрат, алайці були змушені відступити під тиском російських військ. Істотну роль в результаті бою зіграло втручання сарібагишського манапа та російського ставленика Шабдана Джантаєва (Шабдан-батира). Його джигіти на чолі з Баяк-батиром Кумтугановим активно діяли проти захисників свого краю.
Під час ведення бойових дій Курманджан-датка зі своїми аілами перекочовує в долину Коксу, в межі Кашгару, проте тут всі аіли Курманджан були, в силу своєї беззахисності, розгромлені уйгурськими кочівниками. Втративши більшу частину худоби, правителька повернулася на Алай, зробивши спробу відходу в Афганістан, яка закінчилась невдало: 29 липня частини Шабдан-батира вийшли на слід Курманджан-датки, наздогнали і оточили її. З огляду на великий вплив цариці на алайських киргизів, князь Вітгенштейн припровадив Курманджан в штаб, який перебував в Маргелані, не як звичайну полонянку, а з особливими почестями. Їй гарантувалися недоторканність і повна безпека.
Визнаючи марність опору, Курманжан Датка переконала людей визнати російську імперську владу. Таким чином, у 1876 році Алайський край був приєднаний до Російської імперії.
В ході подальших хвилювань та непідготовлених спроб місцевого населення позбутися російського панування з допомогою зброї та контрабанди у 1893 році двом синам та онукам Курманжан пред'явлено звинувачення в контрабандній торгівлі і вбивстві митних чиновників.[джерело?] Коли її улюблений син Камчибек був засуджений до смертної кари, вона відмовилася від наполягання деяких з її послідовників врятувати його, сказавши, що не дозволить своїм приватним сподіванням та амбіціям стати причиною страждань звичайних людей.
Курманджан вимушено взяла участь у публічній страті сина 3 березня 1895 року на центральній площі міста Ош. Інші звинувачені (Мамитбек, Арстанбек та Мірзапаяс) потім були заслані до Сибіру. В результаті цих подій Курманжан-датка відійшла від громадського життя.

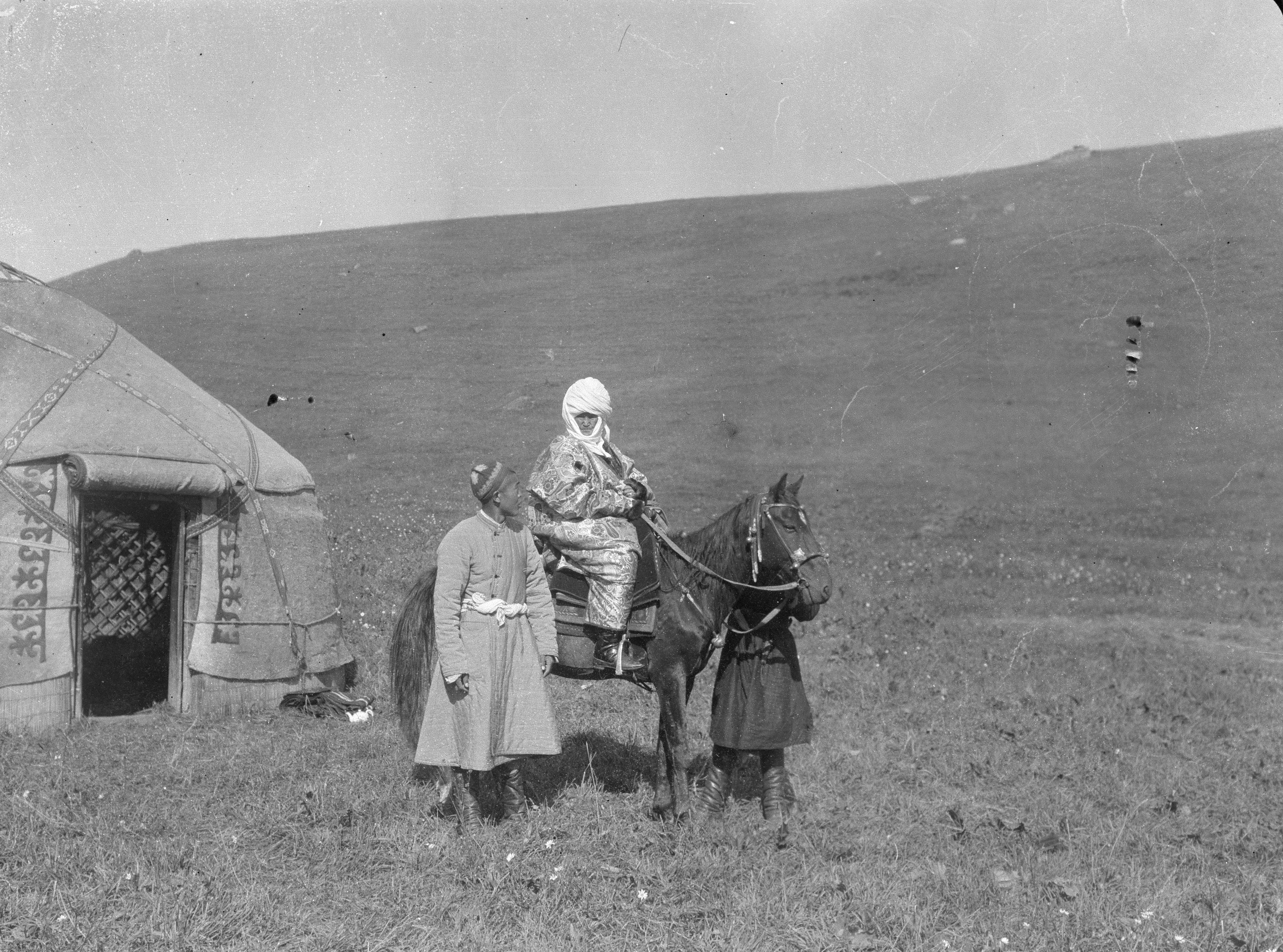
Курманджан-датка на коні. Поруч один з її онуків. Фото Густава Маннергейма

## Пам'ять

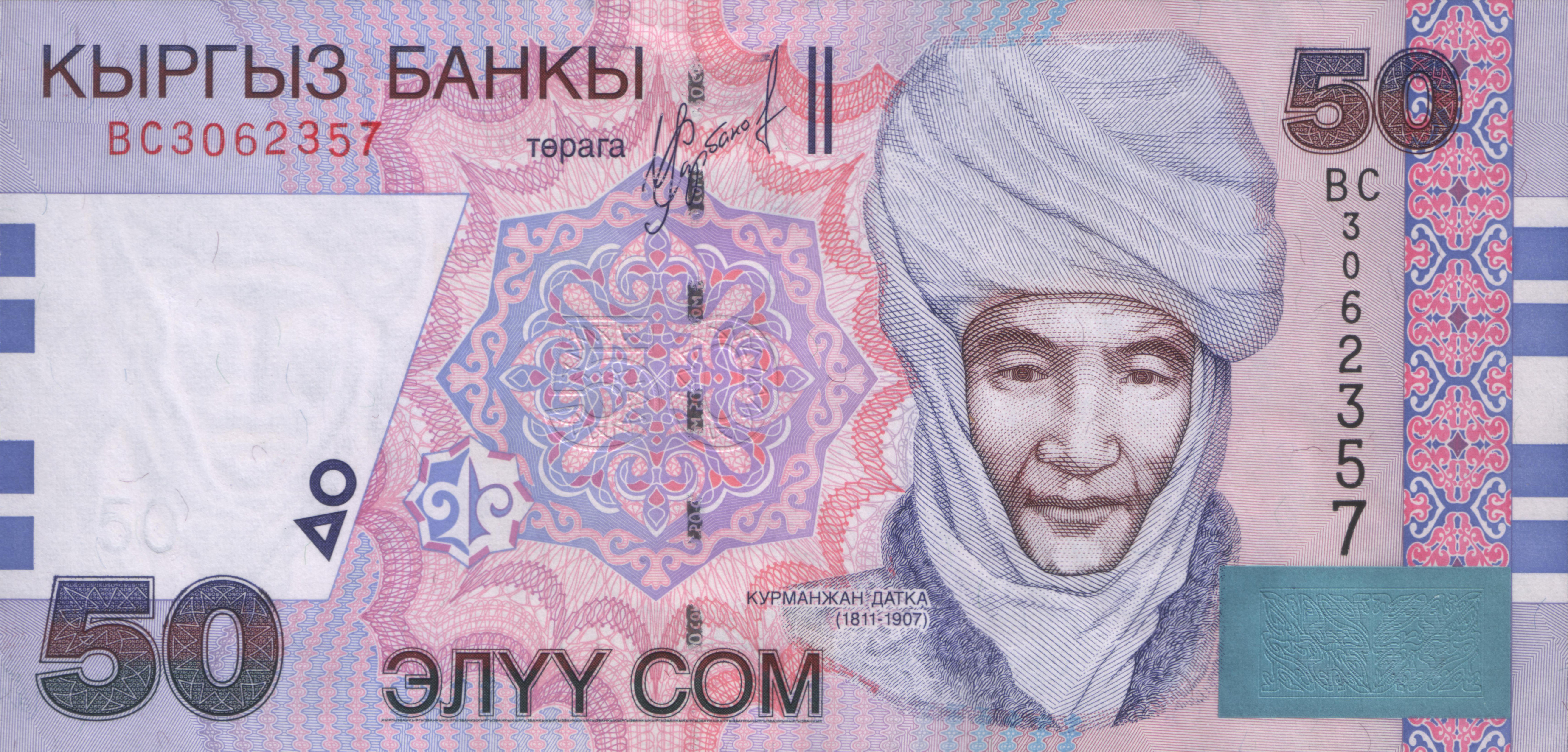
Портрет на банкноті номіналом50 сомів серії 2002 року

У 2002 році видана книга про Курманджан-датку трьома мовами — киргизькою, російською та англійською.

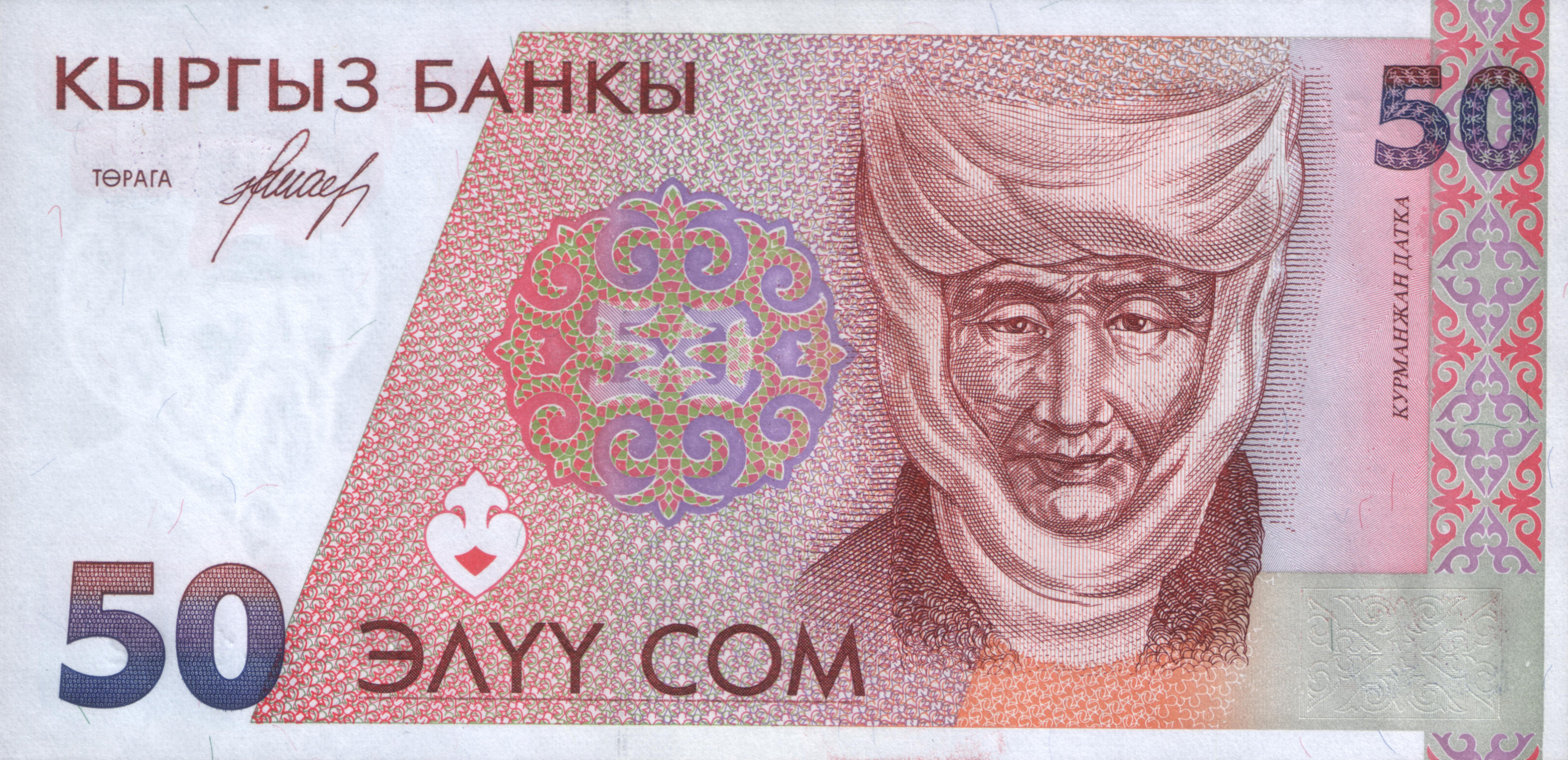
Портрет на банкноті номіналом50 сомів серії 1994 року

У 2004 році на проспекті Еркіндік в дубовому сквері Бішкеку споруджений пам'ятник правительці.

Іменем Курманджан-датки також названі вулиці в містах Бішкек та Ош.

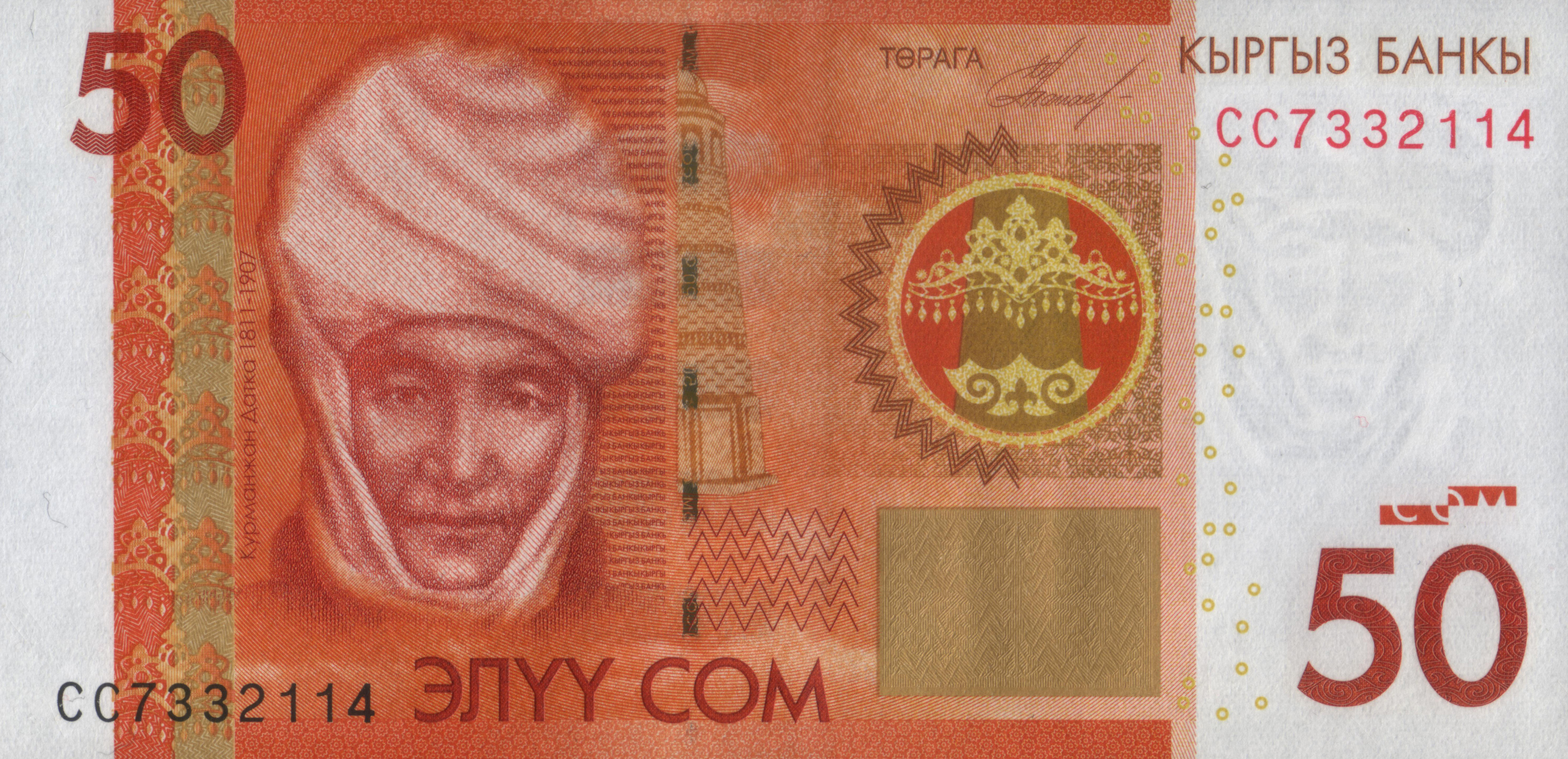
Портрет на банкноті номіналом50 сомів серії 2009 року

Портрет Курманджан можна побачити на лицьовій стороні киргизьких банкнот номіналом 50сомів всіх трьох емісій. На зворотному боці знаходиться зображення архітектурного комплексу в Узгені — місті, яке колись входило до складу володінь Курманджан.
Ім'я Курманджан-датки носить міжнародна премія, заснована Киргизько-російським слов'янським університетом. Премія неодноразово вручалася діячам науки, культури і політики різних країн, зокрема,першим леді Казахстану (Сарі Назарбаєвої) та Росії (Людмилі Путіній).
В кінці 2010 року в бішкекському кінотеатрі «Ала-Тоо» пройшла презентація повнометражного документального фільму З. Ералієва «Тоо ханшаси» («Гірська цариця»), створеного за ініціативи Благодійного фонду Курманджан-датки. На презентації були присутні офіційні особи, в тому числі президент Киргизстану Роза Отунбаєва.
|  | Курманджан датка - рідкісна історична фігура, вона взяла на себе відповідальність в дуже складний період правління Кокандського ханства, Китаю та Росії. Її мудрість, дипломатичні здібності врятували нас від загибелі і руйнування. Вона здатна була знайти вихід з будь-якої складної ситуації, тому і Росія, і Кокандське ханство змушені були з нею рахуватися (Роза Отунбаєва). |

Указом в. о. Президента Киргизької Республіки від 28 грудня 2010 року 2011 рік у країні був оголошений роком Курманджан-датки на честь її 200-річчя. президент також провела зустріч з двома правнуками Курманджан, киргизьким громадським діячем Чинибеком Абдикапаровим і професором економіки Адилбеком Султанбековим, які висловили свою згоду з рішенням Отунбаєвої.
31 серпня 2014 року вийшов фільм «Королева гір» (спочатку під назвою «Курманжан Датка»), в якому представлена історія життя правительки.
18 лютого 2017 року Президент Киргизької Республіки Алмазбек Атамбаєв під час проведення Мюнхенської конференції з безпеки вручив канцлерці Німеччини Ангелі Меркель орден «Курманжан датки» за внесок у розвиток киргизько-німецьких відносин.

## Останні роки
Курманжан-датка прожила більше 96 років і померла 1 лютого 1907 року в своєму будинку в Мади.
Вона пережила двох своїх синів та доньок. Загалом мала 31 онуків, 57 правнуків і 6 праправнуків.[джерело?]

## Література

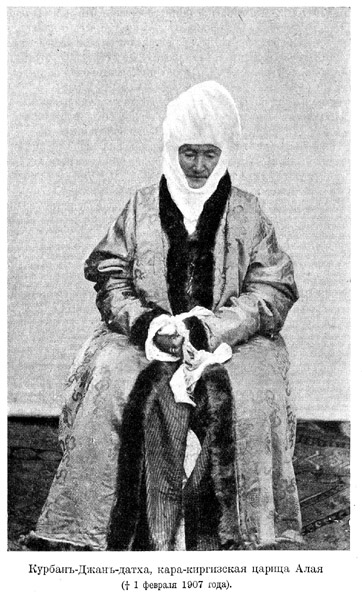
Курманджан-датка
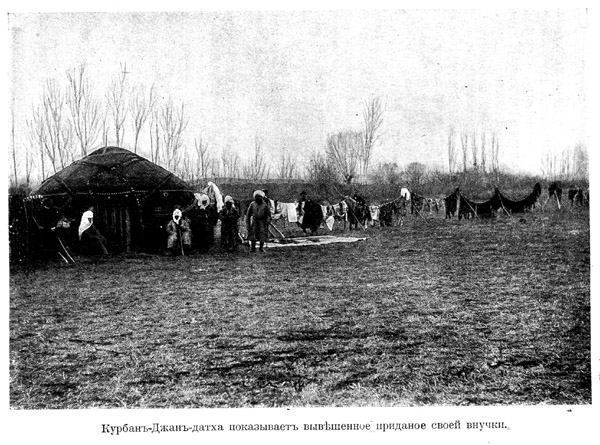
Курманджан-датка демонструє вивішене біля юрти придане своєї онуки
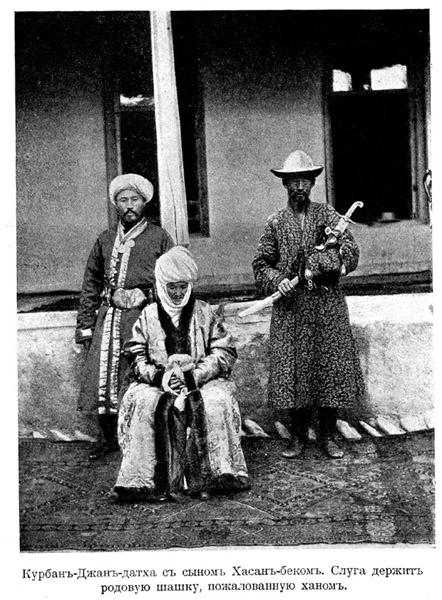
Курманджан-датка з сином Асанбеком (зліва) і слугою, що тримає родову шашку, подаровану кокандським ханом
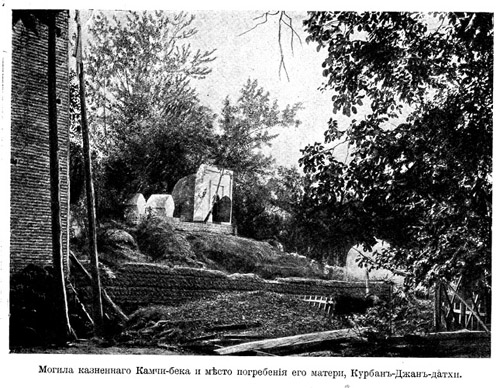
Могила сина Курманджан Камчібека, страченого у 1895, і місце поховання самої Курманджан-датки